# Zorilispe fulvisparsa
Zorilispe fulvisparsa är en skalbaggsart som beskrevs av Francis Polkinghorne Pascoe 1865. Zorilispe fulvisparsa ingår i släktet Zorilispe och familjen långhorningar. Inga underarter finns listade i Catalogue of Life.